# Liste der National Historic Sites of Canada in der Region Niagara
Diese Liste beinhaltet alle Bauwerke, Objekte und Stätten in der kanadischen Niagara-Region, die den Status einer National Historic Site of Canada (frz. lieu historique national du Canada) besitzen. Das kanadische Bundesministerium für Umwelt nahm 26 Stätten in diese Liste auf. Von diesen werden sieben von Parks Canada verwaltet.
National Historic Sites in der übrigen Provinz Ontario finden sich in der Liste der National Historic Sites of Canada in Ontario.

## National Historic Sites
| Historische Stätte                                   | Datum                | Kenn- zeichnung | Standort                                        | Beschreibung | Foto                                    |
| ---------------------------------------------------- | -------------------- | --------------- | ----------------------------------------------- | --- | --------------------------------------- |
| Butler’s Barracks                                    | 1814–1854 (Bauphase) | 1963            | Niagara-on-the-Lake 43° 14′ 54″ N, 79° 4′ 27″ W | Fünf Truppenunterkünfte aus Holz, die nach dem Britisch-Amerikanischen Krieg von den Briten errichtet wurden; bis in die 1960er Jahre genutzt.                                                                            | Butler’s Barracks                       |
| Fort Drummond                                        | 1814 (Bauende)       | 1928            | Niagara-on-the-Lake 43° 9′ 37″ N, 79° 3′ 8″ W   | Während des Britisch-Amerikanischen Krieges erbaute Redoute und Batterie, um den Übergang zwischen Chippawa und Queenston zu schützen; benannt nach Gordon Drummond.                                                      |                                         |
| Fort Erie                                            | 1808 (Bauende)       | 1933            | Fort Erie 42° 53′ 36″ N, 78° 55′ 26″ W          | Britisches Fort, das 1814 während des Britisch-Amerikanischen Krieges von den Amerikanern zerstört wurde; 1937–39 von der Niagara Parks Commission rekonstruiert.                                                         | Fort Erie                               |
| Fort George                                          | 1799 (Bauende)       | 1921            | Niagara-on-the-Lake 43° 15′ 3″ N, 79° 3′ 40″ W  | Im Jahr 1940 rekonstruierte britisches Fort, das während des Britisch-Amerikanischen Krieges als Hauptbefestigung auf der Niagara-Halbinsel diente.                                                                       | Fort George                             |
| Fort Mississauga                                     | 1814 (Bauende)       | 1960            | Niagara-on-the-Lake 43° 15′ 42″ N, 79° 4′ 36″ W | Festung an strategischer Lage an der Mündung des Niagara River und gegenüber dem amerikanischen Fort Niagara; einzige erhalten gebliebene Festung dieser Art in Kanada.                                                   | Fort Mississauga                        |
| Gefecht von Ridgeway                                 | 1866 (Schlacht)      | 1921            | Fort Erie 42° 54′ 16″ N, 79° 2′ 30″ W           | Ort eines Gefechts, wo kanadische Militäreinheiten die Region gegen einen Überfall der amerikanischen Fenian Brotherhood verteidigten.                                                                                    | Gefecht von Ridgeway                    |
| L.J. Shickluna Service Station                       | 1924 (Bauende)       | 1995            | Port Colborne 42° 53′ 17″ N, 79° 15′ 4″ W       | Ehemalige Tankstelle im spanischen Kolonialstil; Symbol der rasch wachsenden Bedeutung des Automobils nach dem Ersten Weltkrieg.                                                                                          | L.J. Shickluna Service Station          |
| Mississauga Point Lighthouse                         | 1804 (Bauende)       | 1937            | Niagara-on-the-Lake 43° 15′ 42″ N, 79° 4′ 36″ W | Erster Leuchtturm an den Großen Seen; während des Britisch-Amerikanischen Kriegs 1813 beschädigt und 1814 abgerissen, als die Briten hier das Fort Mississauga errichteten.                                               | Sketch of British soldiers circa 1812-4 |
| Navy Island                                          |                      | 1921            | Niagara Falls 43° 3′ 23″ N, 79° 0′ 38″ W        | Archäologische Fundstätte auf einer unbewohnten Insel im Niagara River; Sitz der Exilregierung von William Lyon Mackenzie während der Rebellionen von 1837.                                                               | Navy Island                             |
| Niagara Apothecary                                   | 1820 (Bauende)       | 1968            | Niagara-on-the-Lake 43° 15′ 18″ N, 79° 4′ 16″ W | Eingeschossiges Holzhaus im georgianischen Stil; beherbergte von 1866 bis 1964 eine Apotheke. | Niagara Apothecary                      |
| Niagara District Court House                         | 1847 (Bauende)       | 1980            | Niagara-on-the-Lake 43° 15′ 18″ N, 79° 4′ 15″ W | Von William Thomas entworfenes Gerichtsgebäude im neoklassizistischen Stil; exzellentes Beispiel eines öffentlichen Mehrzweckgebäudes aus der Mitte des 19. Jahrhunderts (früher auch mit Gefängnis, Markt und Ratssaal). | Niagara District Court House            |
| Niagara-on-the-Lake                                  | 1815–1859 (Bauphase) | 2003            | Niagara-on-the-Lake 43° 15′ 18″ N, 79° 4′ 19″ W | Siedlung der Loyalisten des frühen 19. Jahrhunderts am Südufer des Ontariosees; der historische Bezirk umfasst 25 Häuserblocks mit zahlreichen architektonisch bemerkenswerten Gebäuden.                                  | Niagara-on-the-Lake                     |
| Point Abino Light Tower                              | 1918 (Bauende)       | 1998            | Crystal Beach 42° 50′ 8″ N, 79° 5′ 43″ W        | Leuchtturm am östlichen Ende des Eriesees; es sollte die benachbarten Ferienhäuser ergänzen und wurde deshalb aufwändiger gestaltet als die meisten kanadischen Leuchttürme.                                              |                                         |
| Queenston-Chippawa-Wasserkraftwerke                  | 1925 (Bauende)       | 1990            | Niagara Falls 43° 8′ 45″ N, 79° 2′ 44″ W        | Zwei Wasserkraftwerke oberhalb der Niagarafälle, die zur Zeit ihrer Inbetriebnahme die weltweit größten waren. | Queenston-Chippawa-Wasserkraftwerke     |
| R. Nathaniel Dett British Methodist Episcopal Church | 1836 (Bauende)       | 1999            | Niagara Falls 43° 5′ 16″ N, 79° 5′ 15″ W        | Kapelle der British Methodist Episcopal Church, benannt nach dem Komponisten Robert Nathaniel Dett; Symbol der afro-amerikanischen Siedler in der Region Niagara und der Rolle der Kirche in der Underground Railroad.    |                                         |
| Salem Chapel                                         | 1855 (Bauende)       | 1999            | St. Catharines 43° 9′ 55″ N, 79° 14′ 24″ W      | Kirchengebäude mit Giebelfront; typisch für Kirchen, die mit der Underground Railroad in Verbindung standen; wichtiges Zentrum der Aktivitäten der Abolitionistenbewegung in Kanada.                                      |                                         |
| Schlacht am Frenchman’s Creek                        | 1812 (Schlacht)      | 1921            | Fort Erie 42° 56′ 32″ N, 78° 55′ 35″ W          | Kleineres Gefecht während des Britisch-Amerikanischen Kriegs, als britische Truppen eine amerikanische Vorhut über den Niagara River zurücktrieben.                                                                       |                                         |
| Schlacht bei Beaver Dams                             | 1813 (Schlacht)      | 1921            | Thorold 43° 7′ 4″ N, 79° 11′ 8″ W               | Ort eines entscheidenden britischen Sieges während des Britisch-Amerikanischen Krieges, nachdem Laura Secord zuvor die Briten vor einem bevorstehenden amerikanischen Angriff gewarnt hatte.                              | Schlacht bei Beaver Dams                |
| Schlacht bei Chippewa                                | 1814 (Schlacht)      | 1921            | Niagara Falls 43° 3′ 8″ N, 79° 1′ 29″ W         | Ort einer Schlacht während des Britisch-Amerikanischen Krieges, der mit einem amerikanischen Sieg endete, letztlich aber folgenlos blieb.                                                                                 | Schlacht bei Chippewa                   |
| Schlacht bei Cook’s Mills                            | 1814 (Schlacht)      | 1921            | Welland 42° 59′ 52″ N, 79° 10′ 30″ W            | Ort des letzten Aufeinandertreffens zwischen amerikanischen und britischen Truppen in der Niagara-Region und zweitletztes Gefecht des Britisch-Amerikanischen Krieges.                                                    | Schlacht bei Cook’s Mills               |
| Schlacht bei Fort George                             | 1813 (Schlacht)      | 1921            | Niagara-on-the-Lake 43° 15′ 43″ N, 79° 5′ 4″ W  | Eine der heftigsten Schlachten des Britisch-Amerikanischen Krieges, bei der es den Amerikanern gelang, einen Brückenkopf auf der Niagara-Halbinsel zu schaffen.                                                           | Schlacht bei Fort George                |
| Schlacht bei Lundy’s Lane                            | 1814 (Schlacht)      | 1937            | Niagara Falls 43° 5′ 21″ N, 79° 5′ 44″ W        | Ort einer Konfrontation zwischen britischen und amerikanischen Truppen; diese Schlacht war eine der blutigsten des Britisch-Amerikanischen Krieges und bedeutete das Ende der amerikanischen Offensive in Oberkanada.     | Schlacht bei Lundy’s Lane               |
| Schlacht bei Queenston Heights                       | 1812 (Schlacht)      | 1968            | Niagara-on-the-Lake 43° 9′ 37″ N, 79° 3′ 8″ W   | Bewaldeter Sporn der Niagara-Schichtstufe, wo die Briten die Amerikaner während des Britisch-Amerikanischen Kriegs zurückschlugen.                                                                                        | Schlacht bei Queenston Heights          |
| Vrooman’s Battery                                    | 1812 (Gefecht)       | 1921            | Niagara-on-the-Lake 43° 10′ 42″ N, 79° 3′ 30″ W | Eine Artilleriebatterie, die im Britisch-Amerikanischen Krieg während der Schlacht bei Queenston Heights den Vorstoß amerikanischer Truppen erschwerte.                                                                   |                                         |
| Wasserkraftwerk Toronto Power                        | 1913 (Bauende)       | 1983            | Niagara Falls 43° 4′ 19″ N, 79° 4′ 26″ W        | 1974 stillgelegtes Laufwasserkraftwerk; das erste Kraftwerk an den Niagarafällen, das vollständig in kanadischem Besitz war; unübliche Verwendung der Beaux-Arts-Architektur an einem Industriegebäude.                   | Wasserkraftwerk Toronto Power           |
| Willowbank                                           | 1836 (Bauende)       | 2003            | Niagara-on-the-Lake 43° 10′ 4″ N, 79° 3′ 29″ W  | Landsitz mit tempelartigem Herrenhaus; Landschaftsgestaltung und Architektur sind symbolhaft für die Fusion von Neoklassizismus und dem Picturesque-Ideal.                                                                | Willowbank                              |